# مارتين فاسكيز فيلانويفا
مارتين فاسكيز فيلانويفا هو سياسي مكسيكي، ولد في 7 سبتمبر 1965 في ولاية واهاكا في المكسيك. نشط حزبياً في الحزب الثوري المؤسساتي. وقد انتخب عضو مجلس النواب المكسيك ‏.